# Titilope Sonuga

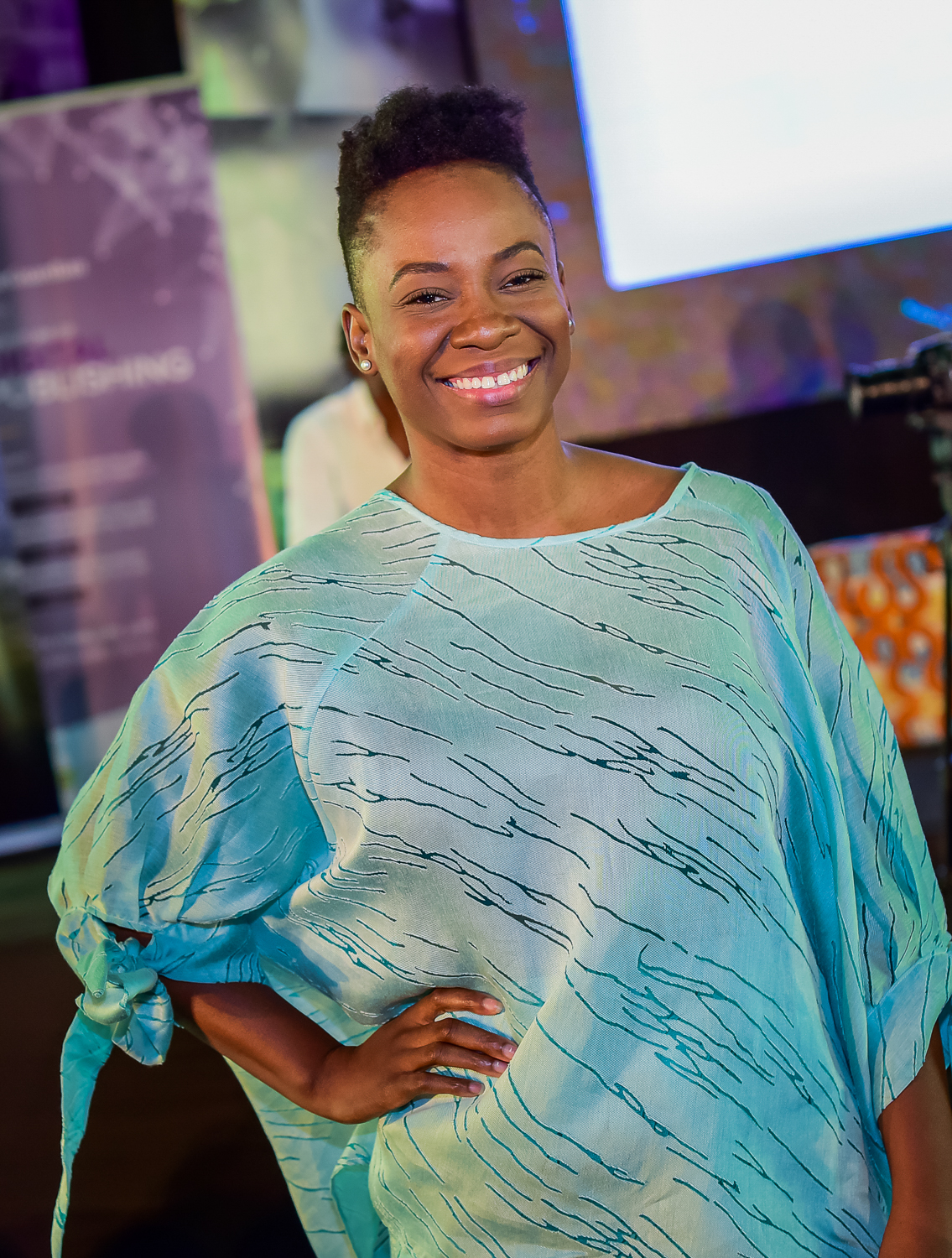
Titilope Sonuga

Titilope Sonuga, còn được gọi là Titi Sonuga, là một nhà thơ, kỹ sư xây dựng và nữ diễn viên người gốc Nigeria, người đã dành phần lớn sự nghiệp của mình để cống hiến ở Lagos và Edmonton, Canada.

## Thời Niên thiếu
Sinh ra ở Lagos, Nigeria, Titilope Sonuga có thời niên thiếu bắt đầu chuyển đến Edmonton, Canada, khi cô vừa tròn 13 tuổi. Sonuga làm việc trong 5 năm với tư cách là một kỹ sư, nhưng thỉng thoảng cô có sở thích sử dụng thời gian rảnh rỗi để theo đuổi tham vọng diễn xuất và thi vị của mình.

## Thơ phú
Sonuga đã giành được giải thưởng Nhà văn mới nổi của Hiệp hội tác giả Canada năm 2011 và Cuộc thi thơ Maya Angelou 2012. Cô thành lập Rouge Po Thơ tại Edmonton, một sê-ri thơ của cô, với ảnh hưởng nhất định. Vào tháng 5 năm 2015, cô đã trở thành nhà thơ đầu tiên xuất hiện tại lễ nhậm chức tổng thống Nigeria. Cô đã xuất bản một tập thơ vào năm 2016. Sonuga đã biểu diễn các tác phẩm thơ của mình tại Liên hoan thơ quốc tế Lagos  ở đất nước quê hương của quê hương

## Những công việc khác
Bên cạnh thơ, Sonuga đã say mê diễn xuất, và miêu tả Eki trong loạt phim thứ hai của NdaniTV Gidi Up với OC Ukeje, Deyemi Okanlawon, Somkele Iyamah và Ikechukwu Onunakuhttps. Cô cũng làm việc với tư cách là đại sứ của Intel cho Chương trình She Will Connect trên khắp quốc gia Nigeria.

## Cuộc sống cá nhân
Năm 2015 cô tuyên bố đính hôn với nhiếp ảnh gia Seun Williams. và có cuộc sống hôn nhân đầm ấm với anh ta.